# Яхонт, Олег Васильевич
Олег Васильевич Яхонт (род. 9 апреля 1941, Иланский, Красноярский край) — художник-реставратор высшей категории, ведущий научный сотрудник ГосНИИР, искусствовед, кандидат искусствоведения (1992), профессор (2001), Заслуженный деятель искусств РФ (2002), академик РАХ (2019), Почётный реставратор города Москвы (2016), автор ряда книг и более 150 статей по истории, теории и практике реставрации, атрибуции, истории искусства.

## Биография
Родился в Иланске в семье железнодорожников из Ростова-на-Дону, которых перед войной отправили поднимать Сибирь. После окончания Великой Отечественной войны переехали на Северный Кавказ в город Кропоткин. В детстве Олег увлекся живописью и скульптурой, чтением книг по искусству. После окончания школы работал на железной дороге слесарем экспериментальной бригады, мастером по регенерации технических масел и др.
С 1962 года учился в Москве на Отделении истории искусства Исторического факультета МГУ имени М. В. Ломоносова. В 1967 году под руководством Д. В. Сарабьянова и А. А. Федорова-Давыдова защитил дипломную работу, посвященную творчеству скульптора Паоло Трубецкого.
По окончании МГУ по рекомендации реставратора В. В. Филатова был направлен работать в Государственные Центральные художественные научно-реставрационные мастерские имени академика И. Э. Грабаря на должность помощника реставратора в Отдел реставрации скульптуры.
В 1973 году за «выдающиеся успехи в области научной реставрации» ему присвоено «бессрочное звание художника-реставратора высшей квалификации».
В 1974 году был принят в члены Московского Союза Художников.
С 1970-х годов являлся членом Научно-методического совета Министерства культуры, Комиссии по аттестации реставраторов, Комиссии МК РФ по экспертизе и приобретению произведений искусства для музеев, Ученых и Реставрационных советов ряда музеев и реставрационных организаций, Оргкомитета и редсовета Международной научной конференции «Экспертиза и атрибуция произведений изобразительного искусства».
В 1976 году был переведен на должность директора Всероссийского художественного научно-реставрационного центра имени академика И. Э. Грабаря. В 1978 году покинул эту должность был назначен Министерством культуры СССР заведующим отделом научной реставрации музеев Московского Кремля с целью проведения работ по подготовке к Летним Олимпийским играм 1980. Тогда при его участии были проведены работы со многими музейными памятниками Оружейной палаты, соборов, Царь-колокола.
На рубеже 1970-х годов Олег Яхонт выполнил сложнейшую реставрацию одного из шедевров русской скульптуры второй половины ХIХ столетия — статуи «Иван Грозный» Марка Антокольского.
В 1980—1990-е годы занимался реконструкцией статуи Георгия Победоносца со Спасской башни Московского кремля, однако по стечению обстоятельств модель скульптуры была уничтожена: 

Скульптурную икону демонтировали при строительстве новых стен и башен из кирпича взамен старого Белокаменного Кремля. Много лет она хранилась в Вознесенском монастыре. В 1929 году при уничтожении Вознесенского монастыря ее демонтировали под руководством Николая Николаевича Померанцева. Позднее один из крупных фрагментов — бюст святого — попал в Третьяковку…  В Кремле находится несколько небольших фрагментов скульптуры. Они были найдены в конце 1960-х Н. Н. Померанцевым в подклете церкви Ризоположения. Никто не хотел браться за реставрацию деталей, которые в 1930-е годы были списаны, однако мне удалось вновь поставить их на охрану. Потом перевез домой в двухкомнатную квартиру — держать больше было негде. Начал работать над созданием трехметровой модели в натуральную величину. Мне бескорыстно помогали множество людей — физики, химики. А затем Советский Союз рухнул, и всем стало не до того. Мне повезло: предложили помещение на Арбате: в Центре художественной культуры Московского института повышения квалификации работников образования. Когда в 1994 году Центр съехал, мне посоветовали обратиться к некоему олигарху, который готов был поддержать начинание. Он действительно предоставил помещение, но в конце концов решил тайно продать модель. Я пригрозил судом. Тогда по его приказу Егория уничтожили. От дела, которому я посвятил четверть века, остались лишь фотографии и кинофильм. Конечно, все можно восстановить. Однако на это требуется воля руководства страны и согласие глав двух музеев — Кремля и Третьяковской галереи. В силу возраста сам уже не смогу таскать тяжелые блоки, но руководить реставрацией, лепить утраченные фрагменты в состоянии. Видимо, поэтому меня еще держат на свете — чтобы довел эту работу до конца.
Также среди его работ: реставрация мраморного портрета — головы Афродиты работы античного мастера школы Праксителя первого века нашей эры в музее-усадьбе «Останкино», реставрация и восстановление памятного креста XV века из села Толмачи Тверской области работы новгородского резчика из собрания музея древнерусской культуры и искусства имени Андрея Рублева,  консервационно-реставрационные работы по восстановлению московских памятников Александру Пушкину, Федору Достоевскому, более 200 скульптур Исторического музея, надгробие Надежды Аллилуевойработы Ивана Шадра в Новодевичьем кладбище и горельеф княжны Марфы Петровны Собакиной (1782) работы Ивана Мартоса в Донском монастыре.
В 1992 году под руководством В. Н. Гращенкова защитил кандидатскую диссертацию по теме «Реставрация скульптуры как метод ее исследования» получив ученую степень кандидата искусствоведения.
С 1990 года вёл преподавательскую работу в РГГУ (в 2001 году был избран профессором), читал курсы «Основы консервации и реставрации музейных предметов», «Техника изобразительного искусства» и др.. С 2004 года был избран профессором в МГАХИ им. В. И. Сурикова на кафедре скульптуры и композиции. Автор ряда программ по читаемым курсам.
В 2002 году Олегу Васильевичу Яхонту было присвоено звание Заслуженный деятель искусств РФ. В 2007 году он был избран членом-корреспондентом Российской академии художеств.
В 2010 году награжден медалью «Достойному» Российской Академии Художеств за монографии «О реставрации и атрибуции» и «Консервация и хранение скульптуры в музее».
4 марта 2016 года за 49-летний трудовой стаж в области реставрации и более 210 отреставрированных объектов культурного наследия в Москве был удостоен звания «Почётный реставратор города Москвы».
Помимо реставрационной и искусствоведческой деятельности, Олег Яхонт создаёт графические, живописные и скульптурные произведения:

В течение многих лет в свободные дни, в любую минуту я стремился заниматься рисованием, живописью, лепкой, изображая своих близких, те места, где пришлось побывать. Некоторые работы высоко оценили профессиональные художники, в том числе мною любимый Илларион Голицын. В последние годы некоторые работы поступили в музеи: в Государственный исторический в Москве, в художественные музеи Архангельска, Костромы, Саранска, Симферополя.
 Произведения О. В. Яхонта периодически демонстрируются на выставках, размещены на сайте Государственного каталога Музейного фонда РФ.
В октябре 2019 года в Инженерном корпусе Третьяковской галереи открылась персональная выставка Яхонта «Дар Олега Яхонта». Выставка состояла из двух частей, первая демонстрировала скульптурные и графические произведения из личной коллекции О. Яхонта, переданные в дар Третьяковской галерее (работы Б.Д. Королёва, Б.Н. Терновца, И.И. Машкова, М.Д. Рындзюнской, А.М. Гюрджана), вторая — представила  творчество Олега Яхонта как художника: графику и скульптурные работы, выполненные им в различных материалах.
С 2019 года — академик Российской академии художеств (Отделение дизайна).
Живёт и работает в Москве.

## Персональные выставки
- 2014, Москва, ГосНИИР — выставка «Олег Яхонт. Реставратор, исследователь, художник. Грани творчества»[17][18].
- 2016, Москва, Выставочный зал ГосНИИР — выставка «К 75-летию Почетного реставратора города Москвы О. В. Яхонта»[19].
- 2019—2020, Москва, Третьяковская галерея — Выставка «Дар Олега Яхонта»[20].

## Избранные научные работы
- О принципах реставрации каменной скульптуры // Художник. 1973. № 12. С. 58-61.
- История и принцип реставрации каменной скульптуры // Музей и современность. 1976. № 2. С. 167—195.
- Возрожденные шедевры: Реставрация скульптуры. М.: Просвещение, 1980. 127 с.
- Latest Data in the Ancient Symbol of Moscow // La conservazione dei monument nel bacino del Mediter-raneo. Venezia, 1994. P. 763—767.
- Некоторые проблемы экспертизы и атрибуции скульптуры // I научная конференция «Экспертиза произведений изобразительного искусства»: Тез. докл. … [М., 1995]. С. 56-57.
- Проблемы исследования, реставрации и конечного результата при реставрации музейной скульптуры // Современные принципы реставрации: Конечный результат реставрации: Тез. докл. М., 1995. С. 101—104.
- Музей слепков и реставрация // Музеи Москвы и музеология XX века: Тез. науч. конф. … М., 1997. С. 77-79.
- О забытом памятнике Льву Николаевичу Толстому // Источники по истории усадебной культуры: [Сб. ст.] М., 1997. С. 118—124.
- Автор и первоначальная композиция Белокаменной надвратной иконы 1464 г. с главной башни Московского Кремля // Худож. наследие. 1999. № 17. С. 69-75.
- Скульптура московских музеев: Реставрация и атрибуция / Гос. науч.-исслед. ин-т реставрации. М., 2000. 176 с.
- Реставрация и хранение скульптуры в музее / О. В. Яхонт; Гос. науч.-исслед. ин-т реставрации. — Москва: Индрик, 2009. — 207 с. ISBN 978-5-91674-007-3
- Проблемы консервации, реставрации и атрибуции произведений искусства [Текст] : избранные статьи / О. В. Яхонт; Гос. науч.-исслед. ин-т реставрации (ГосНИИР). — Москва: Сканрус, 2010. — 463 с. ISBN 978-5-93221-138-0
- Яхонт О.В. О реставрации и атрибуции. М.: СканРус, 2007.